# Plesioptopoma curvidens
Plesioptopoma curvidens – gatunek słodkowodnej ryby sumokształtnej z rodziny zbrojnikowatych (Loricariidae), jedyny przedstawiciel rodzaju Plesioptopoma. Osiąga ok. 9 cm długości standardowej..

## Występowanie
Zasięg występowania tego gatunku obejmuje rzekę Paraopeba i górny bieg São Francisco w Minas Gerais w Brazylii. Gatunek odkryty w niewielkim strumieniu o szerokości około 2–4 metrów i głębokości do 0,5 metra z czystą wodą, ale silnie zanieczyszczonym ściekami organicznymi i z dość dużą ilością roślinności przybrzeżnej, z dnem głównie piaszczystym z ławicami żwiru i kamykami.

## Etymologia
Epitet gatunkowy "curvidens" pochodzi od łacińskiego curvus, oznaczającego zakrzywione, wygięte – nawiązującego do serii silnie zakrzywionych zębów w żuchwie i kości przedszczękowej.